# Équipe cycliste Multum Accountants-LSK
L'équipe cycliste Multum Accountants-LSK est une équipe cycliste féminine belge, active entre 2012 et 2022. Elle devient continentale en 2020. Elle court de 2012 à 2018 sous le nom  de Autoglas Wetteren.

## Classements UCI
Ce tableau présente les places de l'équipe au classement de l'Union cycliste internationale en fin de saison, ainsi que la meilleure cycliste au classement individuel de chaque saison.
| Classement UCI | Classement UCI         | Classement UCI                              | Classement UCI |
| Année          | Classement par équipes | Meilleure coureuse au classement individuel |                |
| -------------- | ---------------------- | ------------------------------------------- | -------------- |
| 2020           | 43e                    | Bronwyn Macgregor (431e)                    |                |
| 2021           | 50e                    | Ann-Sophie Duyck (363e)                     |                |
| 2022           | 42e                    | Marthe Goossens (334e)                      |                |
|                |                        |                                             |                |
| Source : UCI   |                        |                                             |                |

## Encadrement
Le directeur sportif est Johan Kruijntjens, tandis que le représentant de l'équipe auprès de l'UCI est Jols Coolens.

## Multum Accountants en 2022

### Effectif
| Effectif 2022       | Effectif 2022     | Effectif 2022 | Effectif 2022                     |
| Cycliste            | Date de naissance | Pays          | Équipe précédente                 |
| ------------------- | ----------------- | ------------- | --------------------------------- |
| Fien De Wispelaere  | 4 mars 2002       | Belgique      | Waasland Security Wase Zon (2020) |
| Lara Defour         | 12 novembre 1997  | Belgique      | Health Mate-Ladies Team (2019)    |
| Fien Delbaere       | 21 avril 1996     | Belgique      | Health Mate-Ladies Team (2019)    |
| Camille Devigne     | 15 décembre 2002  | France        |                                   |
| Jessy Druyts        | 22 janvier 1994   | Belgique      | Experza-Footlogix (2019)          |
| Juliet Eickhof      | 16 novembre 2001  | Pays-Bas      |                                   |
| Marthe Goossens     | 4 mai 2002        | Belgique      |                                   |
| Sara Maes           | 23 janvier 2002   | Belgique      |                                   |
| Nofar Maoz          | 27 octobre 2001   | Israël        | Centre mondial du cyclisme (2022) |
| Mareille Meijering  | 11 mars 1995      | Pays-Bas      | Team Drenthe (2019)               |
| Megan Panton        | 16 janvier 2001   | Royaume-Uni   |                                   |
| Elisa Serné         | 22 septembre 2001 | Pays-Bas      | Restore (2021)                    |
| Julie Stockman      | 14 mars 2025      | Belgique      | Jos Feron Lady Force (2019)       |
| Céline van Houtum   | 12 mars 1997      | Pays-Bas      | Jos Feron Lady Force (2019)       |
| Bente van Teeseling | 27 avril 1999     | Pays-Bas      | Jan van Arckel (2021)             |
|                     |                   |               |                                   |
| Source : UCI        |                   |               |                                   |

### Victoires

#### Sur route
| Victoires | Victoires                                  | Victoires | Victoires | Victoires               | Victoires |
| Date      | Course                                     | Pays      | Classe    | Vainqueur               |           |
| --------- | ------------------------------------------ | --------- | --------- | ----------------------- | --------- |
| 23 juin   | Championnat d'Autriche du contre-la-montre | Autriche  | CN        | Christina Schweinberger |           |
| 26 juin   | Championnat d'Autriche sur route           | Autriche  | CN        | Christina Schweinberger |           |

### Classement mondial
| Classement UCI | Classement UCI     | Classement UCI | Classement UCI |
| Coureuse       | Coureuse           | Pays           | Points         |
| -------------- | ------------------ | -------------- | -------------- |
| 334e           | Marthe Goossens    | Belgique       | 77 pts         |
| 382e           | Sara Maes          | Belgique       | 70 pts         |
| 402e           | Nofar Maoz         | Israël         | 65 pts         |
| 422e           | Mareille Meijering | Pays-Bas       | 61 pts         |
| 542e           | Céline van Houtum  | Pays-Bas       | 42 pts         |
| 731e           | Fien Delbaere      | Belgique       | 23 pts         |
| 827e           | Elisa Serné        | Pays-Bas       | 16 pts         |
| 827e           | Julie Stockman     | Belgique       | 16 pts         |
| 1050e          | Juliet Eickhof     | Pays-Bas       | 5 pts          |